# Santa Bárbara (Vila do Porto)
Santa Bárbara ist eine Gemeinde (Freguesia) im Kreis (Concelho) von Vila do Porto, auf der portugiesischen Azoren-Insel Santa Maria. In der Gemeinde leben 370 Menschen (Stand 19. April 2021) auf 15,3 km². Die Bevölkerungsdichte beträgt 24 Einwohner pro km².
Der Pico Alto („Hoher Berg“) liegt im Gemeindegebiet von Santa Bárbara. Er ist die höchste Erhebung der Azoren-Insel Santa Maria. 

## Galerie

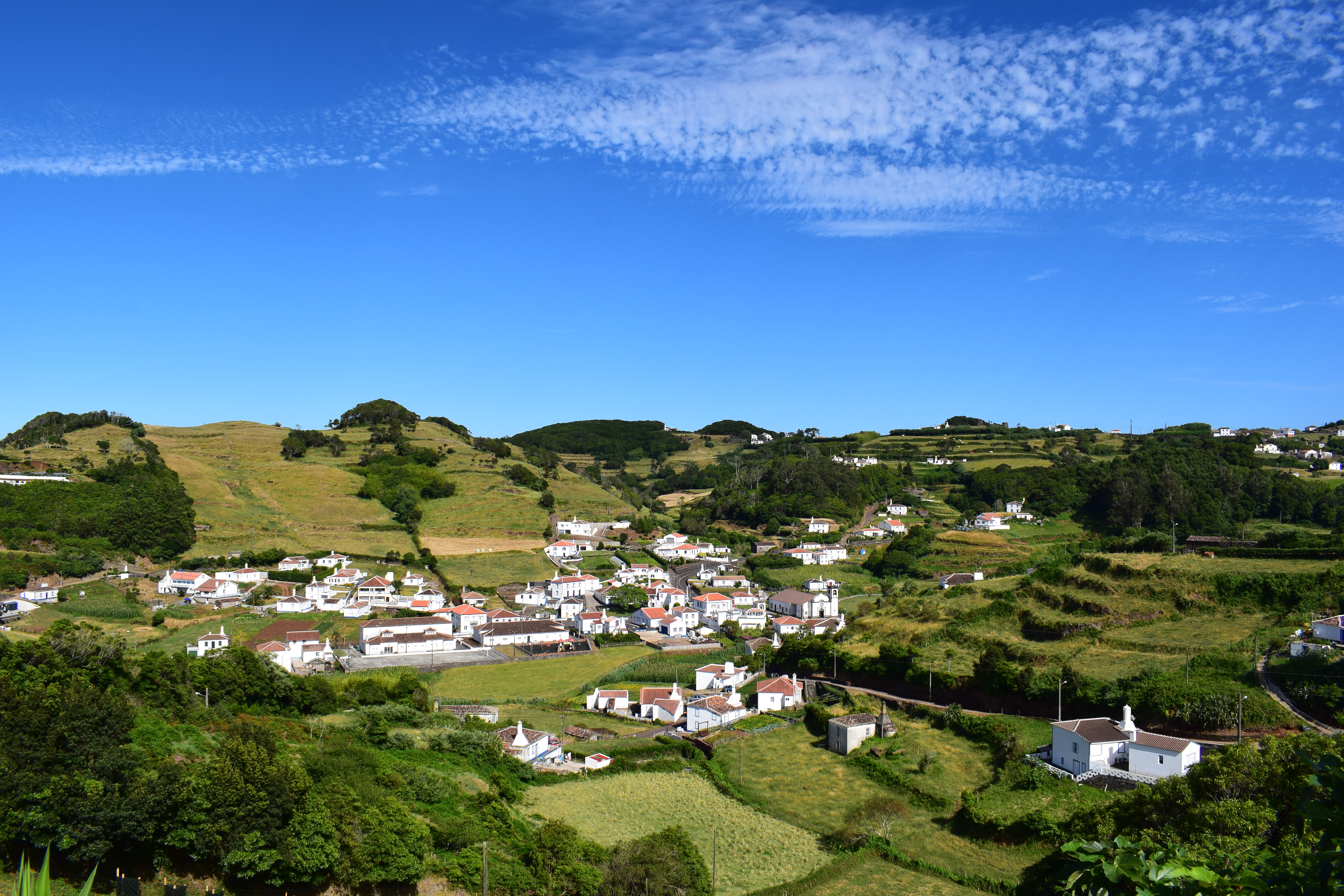
Blick über Santa Bárbara
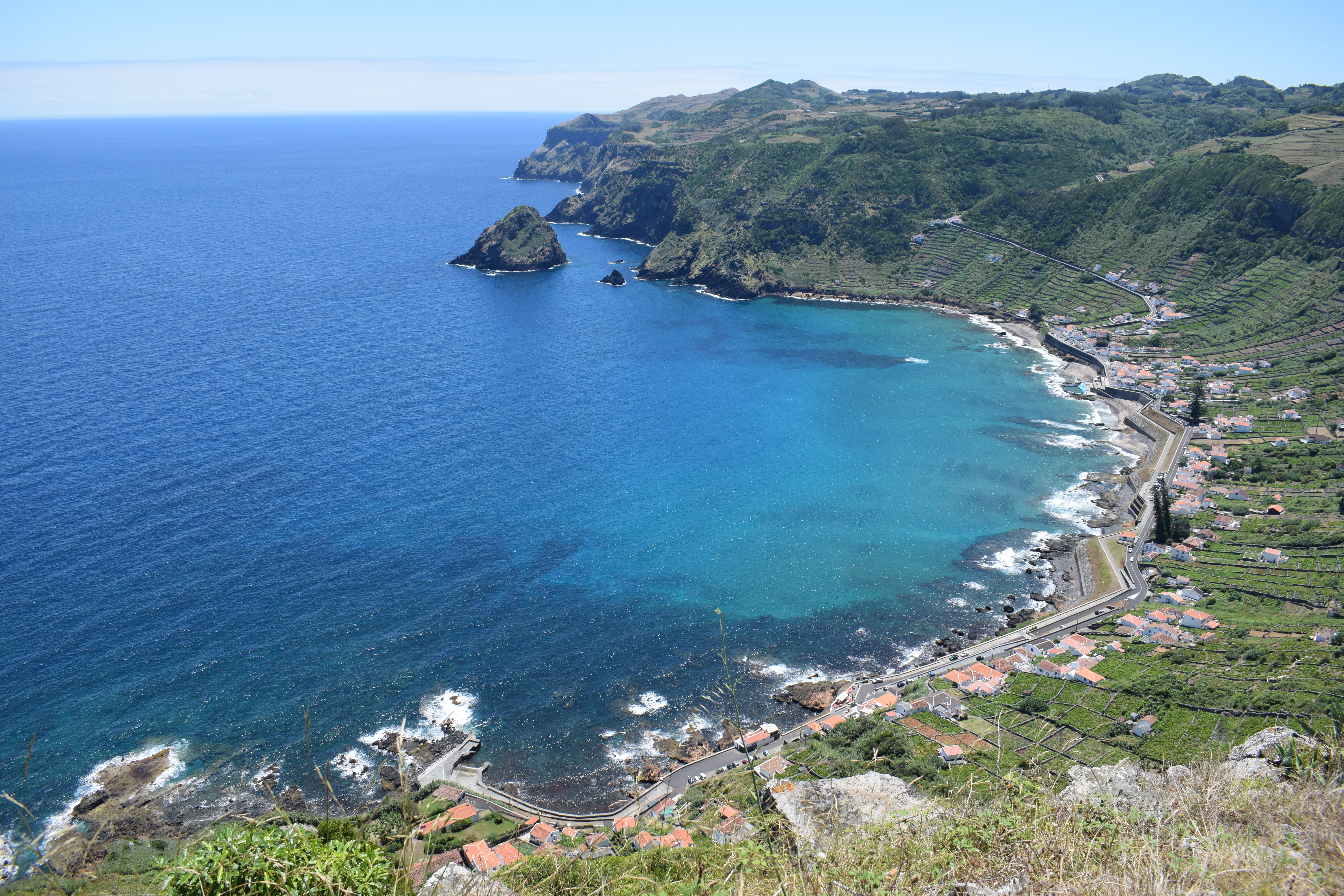
Baía de São Lourenço mit Ilhéu de São Lourenço
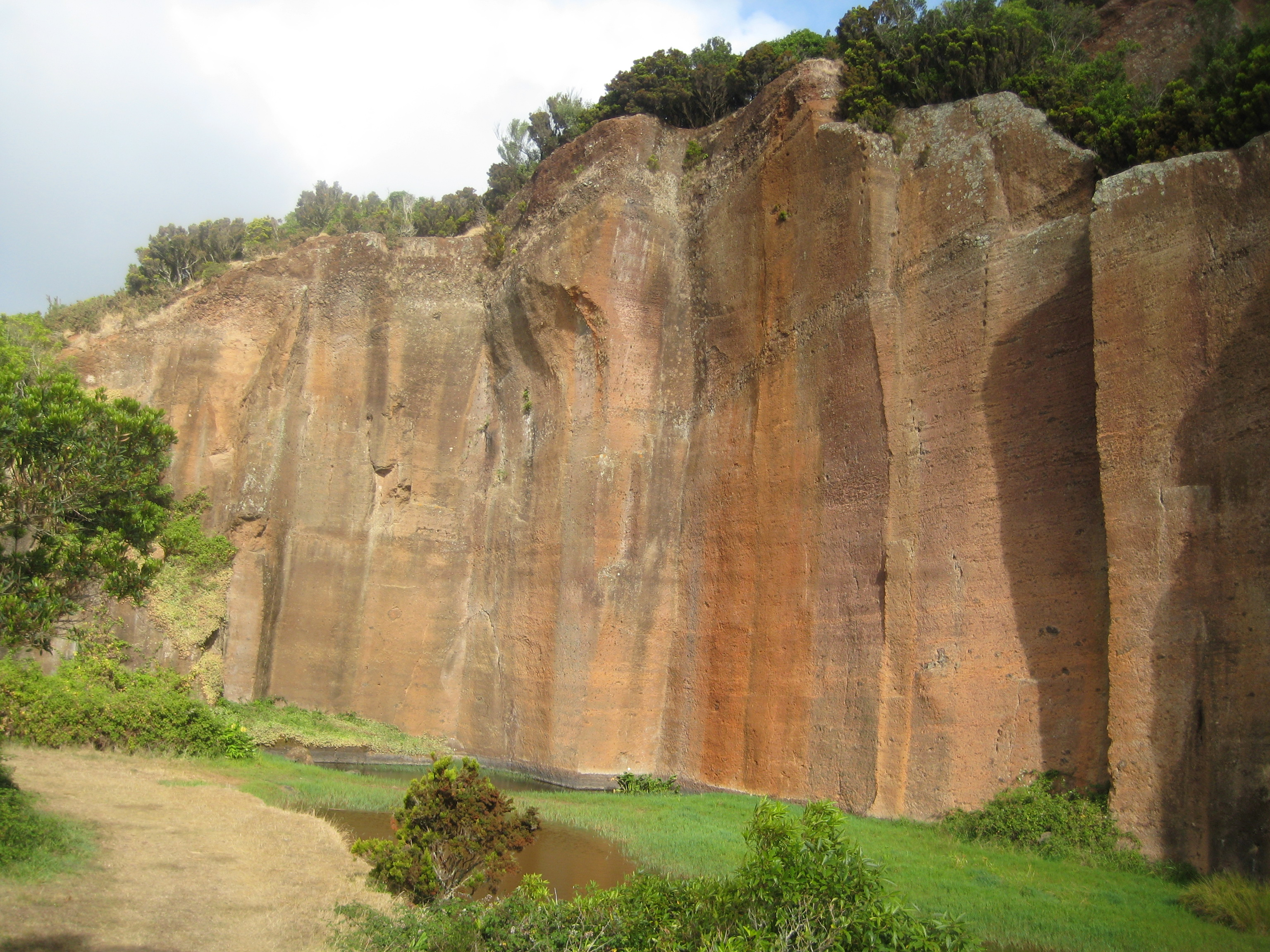
Poço da Pedreira
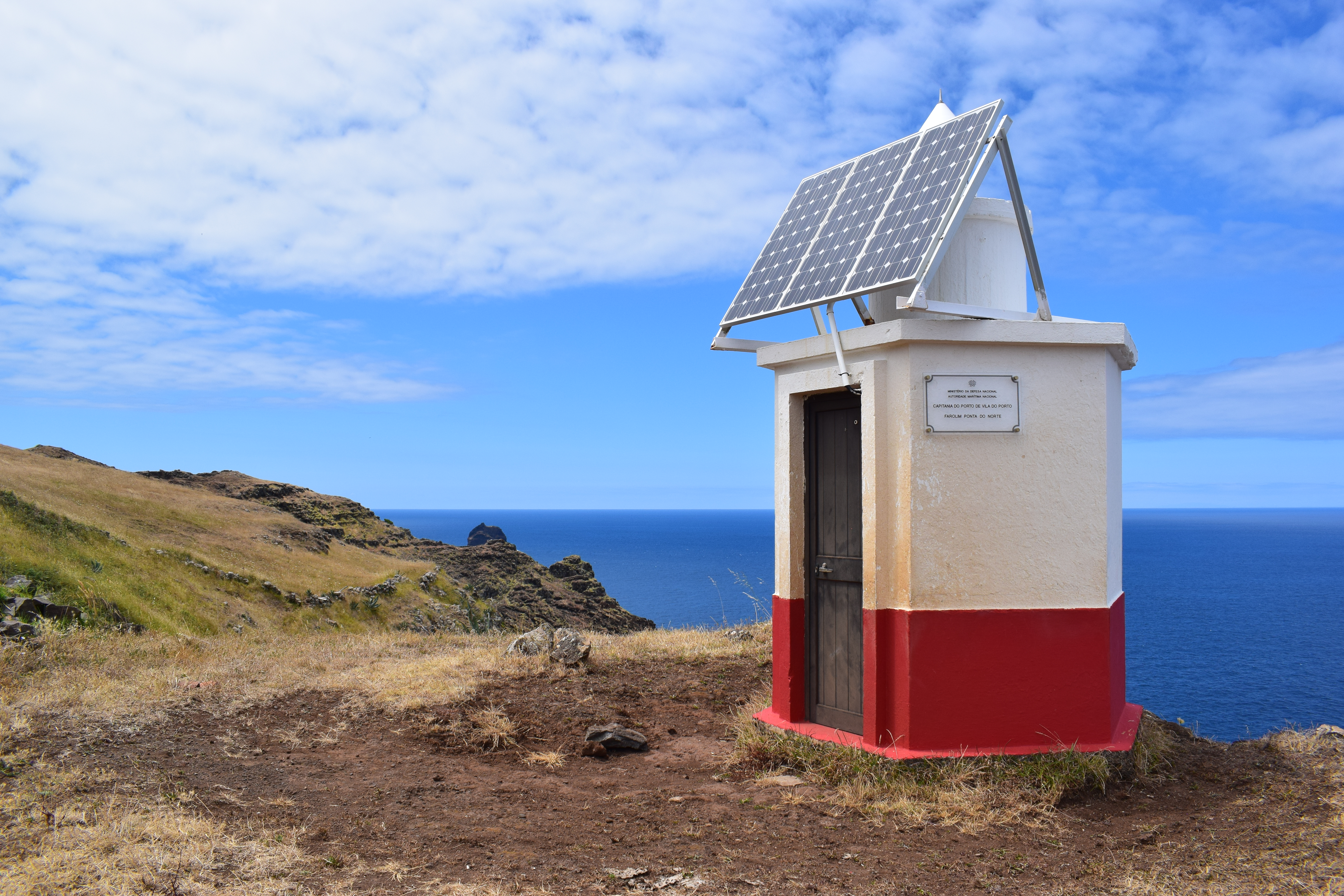
Leuchtfeuer an der Ponta do Norte